# جمهورية إمبابة (فلم)
جمهورية إمبابة فيلم دراما مصري من إنتاج سنة 2015. الفيلم من إخراج أحمد البدري، وتأليف مصطفى السبكي، وإنتاج طارق عبد العزيز، ومن بطولة باسم سمرة، وعلا غانم، وأحمد وفيق، وفريال يوسف، وأيمن قنديل.

## ملصق الفيلم
يتعرض الفيلم لعدد من الشخصيات التي تعيش على هامش المجتمع بعد ثورة الخامس والعشرين من يناير في إحدى المناطق الشعبية، منهم سائق ميكروباص  يكافح من أجل العيش وسط ظروفه الصعبة، وفتاة إنتهازية تحاول أن تتجاوز فقرها، وأن تقوم بأي شيء يوصلها إلى هدفها.

## طاقم التمثيل
- باسم سمرة بدور حسن[3]
- علا غانم بدور ميادة
- أحمد وفيق بدور طه العرباوي
- فريال يوسف
- أيمن قنديل
- إيناس عز الدين
- عمرو الجزار
- محمد فاروق شيبا
- ماجد محروس
- محمود جمعة
- لبنى محمود
- مصطفى أبو سريع
- سعيد طرابيك
- أحلام الجريتلي
- مراد فكري صادق
- وائل صلاح

## وصلات خارجية
- مقالات تستعمل روابط فنية بلا صلة مع ويكي بيانات
- جمهورية إمبابة على موقع قاعدة بيانات الأفلام العربية